# Europameisterschaften der Rhythmischen Sportgymnastik 1990
Die VII. Europameisterschaften der Rhythmischen Sportgymnastik fanden zwischen dem 1. und 4. November 1990 in Göteborg, Schweden statt. Das Wettkampfprogramm wurde gegenüber 1988 in drei Punkten geändert. In den Einzeldisziplinen wurde an Stelle mit den Keulen mit dem Ball geturnt. Im Gruppenwettkampf wurden drei Reifen und drei Bälle sowie sechs Keulen benutzt. Im Einzelmehrkampf gab es zusätzlich einen Vorkampf, außerdem wurde eine Mannschaftswertung eingeführt.

Nach der deutschen Wiedervereinigung traten die deutschen Athletinnen erstmals mit einer vereinten Mannschaft an.

## Ergebnisse

### Einzelmehrkampf

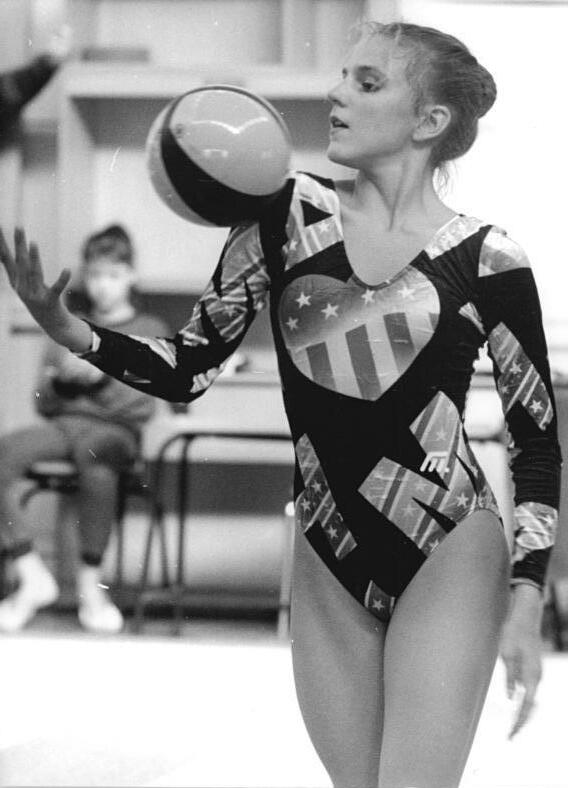
Silke Neumann (GER)

Zur Ermittlung des Gesamtstandes wurden die Punkte aus den Teildisziplinen Seil, Reifen, Ball und Band zusammenaddiert.

Die besten 26 Starterinnen des Vorkampfes turnten eine weitere Runde im Finale, wobei nur zwei Starterinnen pro Nation erlaubt waren.

Die besten acht Starterinnen der Teildisziplinen (hier kursiv vorgehoben) bestritten die vier Gerätefinals.

Zur Ermittlung der Mannschaftswertung wurden alle Punkte der Turnerinnen (drei pro Mannschaft) aus der Vorrunde zusammenaddiert.

#### Vorkampf
| Platz | Land                   | Athletin               | Seil  | Reifen | Ball  | Band  | Gesamt |
| ----- | ---------------------- | ---------------------- | ----- | ------ | ----- | ----- | ------ |
| 1     | Sowjetunion            | Oksana Skaldina        | 9,900 | 9,900  | 9,900 | 9,850 | 39,550 |
| 2     | Sowjetunion            | Oleksandra Tymoschenko | 9,900 | 9,900  | 9,900 | 9,700 | 39,400 |
| 3     | Bulgarien              | Julia Baicheva         | 9,900 | 9,850  | 9,800 | 9,800 | 39,350 |
| 4     | Bulgarien              | Dimitrinka Todorova    | 9,850 | 9,650  | 9,800 | 9,750 | 39,050 |
| 5     | Sowjetunion            | Oksana Kostina         | 9,700 | 9,850  | 9,500 | 9,750 | 38,800 |
| 6     | Bulgarien              | Neli Atanassova        | 9,800 | 9,800  | 9,600 | 9,550 | 38,750 |
| 7     | Polen                  | Joanna Bodak           | 9,500 | 9,600  | 9,800 | 9,600 | 38,500 |
| 8     | Rumänien               | Irina Deleanu          | 9,600 | 9,650  | 9,650 | 9,550 | 38,450 |
| 9     | Italien                | Samantha Ferrari       | 9,600 | 9,600  | 9,450 | 9,650 | 38,300 |
| 10    | Spanien                | Carolina Pascual       | 9,550 | 9,500  | 9,500 | 9,550 | 38,100 |
| 11    | Rumänien               | Ancuta Goia            | 9,500 | 9,600  | 9,500 | 9,450 | 38,050 |
| 12    | Spanien                | Monica Fernandez       | 9,550 | 9,600  | 9,450 | 9,400 | 38,000 |
| 12    | Spanien                | Noelia Fernandez       | 9,500 | 9,500  | 9,500 | 9,500 | 38,000 |
| 14    | Deutschland            | Sandra Schöck          | 9,600 | 9,500  | 9,450 | 9,400 | 37,950 |
| 15    | Deutschland            | Silke Neumann          | 9,550 | 9,400  | 9,500 | 9,350 | 37,800 |
| 15    | Deutschland            | Michaela Ziegler       | 9,450 | 9,500  | 9,450 | 9,400 | 37,800 |
| 17    | Ungarn                 | Anita Balogh           | 9,400 | 9,450  | 9,500 | 9,400 | 37,750 |
| 18    | Italien                | Irene Germini          | 9,450 | 9,550  | 9,400 | 9,300 | 37,700 |
| 19    | Frankreich             | Stephanie Cottel       | 9,300 | 9,500  | 9,350 | 9,450 | 37,600 |
| 19    | Ungarn                 | Zsuzsana Muszil        | 9,500 | 9,200  | 9,600 | 9,300 | 37,600 |
| 19    | Tschechoslowakei       | Jana Vesela            | 9,300 | 9,500  | 9,500 | 9,300 | 37,600 |
| 22    | Jugoslawien            | Marija Vuk             | 9,400 | 9,300  | 9,550 | 9,300 | 37,550 |
| 23    | Italien                | Katia Cappelletti      | 9,350 | 9,400  | 9,400 | 9,350 | 37,500 |
| 23    | Griechenland           | Eleni Koukou           | 9,400 | 9,500  | 9,500 | 9,100 | 37,500 |
| 25    | Tschechoslowakei       | Lenka Oulehlova        | 9,500 | 9,450  | 9,150 | 9,350 | 37,450 |
| 26    | Polen                  | Eliza Bialkowska       | 9,400 | 9,000  | 9,500 | 9,500 | 37,400 |
| 27    | Tschechoslowakei       | Lenka Dedicova         | 9,300 | 9,050  | 9,300 | 9,300 | 36,950 |
| 28    | Frankreich             | Chrystelle Sahuc       | 9,200 | 9,300  | 9,200 | 9,150 | 36,850 |
| 29    | Portugal               | Clara Picarra          | 9,200 | 9,100  | 9,100 | 9,200 | 36,600 |
| 30    | Polen                  | Diana Konopka          | 8,850 | 9,400  | 9,200 | 9,100 | 36,550 |
| 31    | Schweden               | Sofia Hedman           | 9,150 | 9,050  | 9,200 | 9,100 | 36,500 |
| 31    | Rumänien               | Alina Voinea           | 9,100 | 9,300  | 9,100 | 9,000 | 36,500 |
| 33    | Finnland               | Mia Putkonen           | 9,150 | 9,300  | 9,000 | 9,000 | 36,450 |
| 33    | Frankreich             | Karen Staels           | 9,050 | 9,250  | 9,050 | 9,100 | 36,450 |
| 35    | Griechenland           | Maria Koumboula        | 9,200 | 9,250  | 9,100 | 8,850 | 36,400 |
| 35    | Jugoslawien            | Kristina Radonjic      | 8,800 | 9,100  | 9,400 | 9,100 | 36,400 |
| 37    | Ungarn                 | Erika Pal              | 9,100 | 8,950  | 9,100 | 9,200 | 36,350 |
| 37    | Finnland               | Maya Sviberg           | 9,100 | 9,150  | 9,200 | 8,900 | 36,350 |
| 39    | Jugoslawien            | Tamara Pavlovic        | 8,800 | 9,150  | 9,100 | 9,200 | 36,250 |
| 39    | Griechenland           | Vagia Sioka            | 8,700 | 9,250  | 9,100 | 9,200 | 36,250 |
| 41    | Norwegen               | Stine Ostvold          | 9,100 | 9,050  | 8,950 | 9,050 | 36,150 |
| 42    | Norwegen               | Kristine Ingvaldsen    | 9,000 | 9,200  | 9,000 | 8,900 | 36,100 |
| 43    | Finnland               | Tehri Ukkonen          | 8,900 | 9,200  | 8,950 | 9,000 | 36,050 |
| 44    | Österreich             | Manuela Bayer          | 9,050 | 8,800  | 9,000 | 8,900 | 35,750 |
| 45    | Portugal               | Patricia Bate          | 8,950 | 8,900  | 9,000 | 8,850 | 35,700 |
| 46    | Belgien                | Cindy Stollenberg      | 8,900 | 8,950  | 8,950 | 8,850 | 35,650 |
| 47    | Schweden               | Anna Hestner           | 8,750 | 8,900  | 8,9o0 | 9,000 | 35,550 |
| 47    | Schweiz                | Brigitte Huber         | 9,000 | 8,850  | 8,800 | 8,900 | 35,550 |
| 49    | Niederlande            | Liane Gransch          | 8,900 | 8,950  | 8,800 | 8,800 | 35,450 |
| 50    | Österreich             | Claudia Vorisek        | 8,800 | 8,650  | 8,850 | 8,900 | 35,200 |
| 51    | Schweden               | Cecilia Persson        | 8,850 | 9,000  | 8,700 | 8,600 | 35,150 |
| 52    | Vereinigtes Königreich | Viva Seifert           | 8,500 | 8,900  | 8,750 | 8,950 | 35,100 |
| 53    | Dänemark               | Stine Hastrup          | 8,900 | 8,400  | 8,750 | 8,900 | 34,950 |
| 54    | Israel                 | Tali Kedoshim          | 8,600 | 8,550  | 9,000 | 8,700 | 34,850 |
| 55    | Belgien                | Laurence Tichon        | 8,750 | 8,800  | 8,600 | 8,650 | 34,800 |
| 56    | Niederlande            | Vanessa Bernhart       | 8,750 | 8,700  | 8,700 | 8,500 | 34,650 |
| 57    | Vereinigtes Königreich | Debbie Southwick       | 8,800 | 8,300  | 8,800 | 8,700 | 34,600 |
| 58    | Zypern                 | Anna Kimonos           | 8,900 | 8,700  | 8,450 | 8,500 | 34,550 |
| 59    | Dänemark               | Tine Andersen          | 8,550 | 8,650  | 8,650 | 8,600 | 34,450 |
| 60    | Vereinigtes Königreich | Alitia Sands           | 8,400 | 8,500  | 8,650 | 8,800 | 34,350 |
| 61    | Norwegen               | Kjersti Brenden        | 8,450 | 8,700  | 8,450 | 8,600 | 34,200 |
| 62    | Portugal               | Sonia Bernardes        | 8,850 | 8,800  | 8,750 | 7,750 | 34,150 |
| 63    | Israel                 | Yarona Morouch         | 8,300 | 8,300  | 8,650 | 8,800 | 34,050 |
| 64    | Belgien                | Isabelle Declerq       | 8,600 | 8,600  | 8,000 | 8,600 | 33,800 |
| 64    | Niederlande            | Marita Maarse          | 8,400 | 8,400  | 8,500 | 8,500 | 33,800 |
| 66    | Österreich             | Ruth Schneeberger      | 8,450 | 8,450  | 8,500 | 8,000 | 33,400 |
| 67    | Israel                 | Ravit Hamershmidt      | 8,600 | 8,450  | 7,700 | 8,600 | 33,350 |
| 68    | Monaco                 | Anne Faure             | 7,850 | 8,300  | 8,550 | 8,500 | 33,200 |

#### Finale
| Platz | Land             | Athletin               | Seil  | Reifen | Ball  | Band  | Gesamt |
| ----- | ---------------- | ---------------------- | ----- | ------ | ----- | ----- | ------ |
| 1     | Bulgarien        | Julia Baicheva         | 9,900 | 9,950  | 9,900 | 9,900 | 39,650 |
| 1     | Sowjetunion      | Oleksandra Tymoschenko | 9,900 | 10,000 | 9,900 | 9,850 | 39,650 |
| 3     | Sowjetunion      | Oksana Skaldina        | 9,900 | 9,900  | 9,900 | 9,900 | 39,600 |
| 4     | Bulgarien        | Dimitrinka Todorova    | 9,800 | 9,700  | 9,700 | 9,850 | 39,050 |
| 5     | Polen            | Joanna Bodak           | 9,400 | 9,700  | 9,700 | 9,650 | 38,450 |
| 6     | Italien          | Samantha Ferrari       | 9,600 | 9,550  | 9,550 | 9,650 | 38,350 |
| 7     | Rumänien         | Irina Deleanu          | 9,650 | 9,800  | 9,700 | 9,100 | 38,250 |
| 7     | Spanien          | Monica Fernandez       | 9,400 | 9,600  | 9,600 | 9,650 | 38,250 |
| 7     | Rumänien         | Ancuta Goia            | 9,450 | 9,600  | 9,600 | 9,450 | 38,250 |
| 10    | Tschechoslowakei | Lenka Oulehlova        | 9,500 | 9,650  | 9,400 | 9,600 | 38,150 |
| 11    | Polen            | Eliza Bialkowska       | 9,500 | 9,400  | 9,550 | 9,600 | 38,050 |
| 12    | Spanien          | Carolina Pascual       | 9,500 | 9,550  | 9,500 | 9,400 | 37,950 |
| 13    | Ungarn           | Zsuzsana Muszil        | 9,500 | 9,300  | 9,600 | 9,500 | 37,900 |
| 13    | Tschechoslowakei | Jana Vesela            | 9,400 | 9,500  | 9,550 | 9,450 | 37,900 |
| 15    | Griechenland     | Eleni Koukou           | 9,500 | 9,550  | 9,200 | 9,500 | 37,750 |
| 16    | Deutschland      | Sandra Schöck          | 9,200 | 9,600  | 9,500 | 9,400 | 37,700 |
| 17    | Ungarn           | Anita Balogh           | 9,300 | 9,400  | 9,500 | 9,400 | 37,600 |
| 17    | Frankreich       | Stephanie Cottel       | 9,250 | 9,500  | 9,450 | 9,400 | 37,600 |
| 19    | Italien          | Irene Germini          | 9,300 | 9,350  | 9,500 | 9,400 | 37,550 |
| 20    | Frankreich       | Crystelle Sahuc        | 9,250 | 9,400  | 9,300 | 9,300 | 37,250 |
| 21    | Portugal         | Clara Picarra          | 9,250 | 9,400  | 9,300 | 9,300 | 37,100 |
| 22    | Finnland         | Mia Putkonen           | 9,250 | 9,400  | 9,150 | 9,250 | 37,050 |
| 23    | Deutschland      | Silke Neumann          | 9,500 | 9,500  | 9,300 | 8,700 | 37,000 |
| 24    | Jugoslawien      | Marija Vuk             | 8,900 | 9,250  | 9,500 | 9,250 | 36,900 |
| 25    | Schweden         | Sofia Hedman           | 9,100 | 9,250  | 9,300 | 9,200 | 36,850 |
| 26    | Jugoslawien      | Kristina Radonjic      | 9,300 | 9,100  | 8,800 | 9,300 | 36,500 |

#### Mannschaftswertung
| Platz | Land                   | Athletinnen                                           | Seil              | Reifen            | Ball              | Band              | Gesamt  |
| ----- | ---------------------- | ----------------------------------------------------- | ----------------- | ----------------- | ----------------- | ----------------- | ------- |
| 1     | Sowjetunion            | Oksana Skaldina Alexandra Timotschenko Oksana Kostina | 9,900 9,700       | 9,900 9,850       | 9,900 9,500       | 9,850 9,700 9,750 | 117,750 |
| 2     | Bulgarien              | Julia Baicheva Dimitrinka Todorova Neli Atanassova    | 9,900 9,850 9,800 | 9,850 9,650 9,800 | 9,800 9,600       | 9,800 9,750 9,550 | 117,150 |
| 3     | Spanien                | Carolina Pascual Monica Fernandez Noelia Fernandez    | 9,550 9,500       | 9,500 9,600 9,500 | 9,500 9,450 9,500 | 9,550 9,400 9,500 | 114,100 |
| 4     | Deutschland            | Sandra Schöck Silke Neumann Michaela Ziegler          | 9,600 9,550 9,450 | 9,500 9,400 9,500 | 9,450 9,500 9,450 | 9,400 9,350 9,400 | 113,550 |
| 5     | Italien                | Samantha Ferrari Irene Germini Katia Cappelletti      | 9,600 9,450 9,350 | 9,600 9,550 9,400 | 9,450 9,400       | 9,650 9,300 9,350 | 113,500 |
| 6     | Rumänien               | Irina Deleanu Ancuta Goia Alina Voinea                | 9,600 9,500 9,100 | 9,650 9,600 9,300 | 9,650 9,500 9,100 | 9,550 9,450 9,000 | 113,000 |
| 7     | Polen                  | Joanna Bodak Eliza Bialkowska Diana Konopka           | 9,500 9,400 8,850 | 9,600 9,000 9,400 | 9,800 9,500 9,200 | 9,600 9,500 9,100 | 112,450 |
| 8     | Tschechoslowakei       | Jana Vesela Lenka Oulehlova Lenka Dedicova            | 9,300 9,500 9,300 | 9,500 9,450 9,050 | 9,500 9,150 9,300 | 9,300 9,350 9,300 | 112,000 |
| 9     | Ungarn                 | Anita Balogh Zsuzsana Muszti Erika Pal                | 9,400 9,500 9,100 | 9,450 9,200 8,950 | 9,500 9,600 9,100 | 9,400 9,300 9,200 | 111,700 |
| 10    | Frankreich             | Stephanie Cottel Chrystelle Sahuc Karen Staels        | 9,300 9,200 9,050 | 9,500 9,300 9,250 | 9,350 9,200 9,050 | 9,450 9,150 9,100 | 110,900 |
| 11    | Jugoslawien            | Marija Vuk Kristina Radonjic Tamara Pavlovic          | 9,400 8,800       | 9,300 9,100 9,150 | 9,550 9,400 9,100 | 9,300 9,100 9,200 | 110,200 |
| 12    | Griechenland           | Eleni Koukou Maria Koumboula Vagia Sioka              | 9,400 9,200 8,700 | 9,500 9,250       | 9,500 9,100       | 9,100 8,850 9,200 | 110,150 |
| 13    | Finnland               | Mia Putkonen Maya Sviberg Tehri Ukkonen               | 9,150 9,100 8,900 | 9,300 9,150 9,200 | 9,000 9,200 8,950 | 9,000 8,950 9,000 | 108,850 |
| 14    | Schweden               | Sofia Hedman Anna Hestner Cecilia Persson             | 9,150 8,750 8,850 | 9,050 8,900 9,000 | 9,200 8,900 8,700 | 9,100 9,000 8,600 | 107,200 |
| 15    | Norwegen               | Stine Ostvold Kristine Ingvaldsen Kjersti Brenden     | 9,100 9,000 8,450 | 9,050 9,200 8,700 | 8,950 9,000 8,450 | 9,050 8,900 8,600 | 106,450 |
| 15    | Portugal               | Clara Picarra Patricia Bate Sonia Bernardes           | 9,200 8,950 8,850 | 9,100 8,900 8,850 | 9,100 9,000 8,750 | 9,200 8,850 7,750 | 106,450 |
| 17    | Österreich             | Manuela Bayer Claudia Vorisek Ruth Schneeberger       | 9,050 8,800 8,450 | 8,800 8,650 8,450 | 9,000 8,850 8,500 | 8,900 8,000       | 104,350 |
| 18    | Belgien                | Cindy Stollenberg Laurence Tichon Isabelle Declerq    | 8,900 8,750 8,600 | 8,950 8,800 8,600 | 8,950 8,600 8,000 | 8,850 8,650 8,600 | 104,250 |
| 19    | Vereinigtes Königreich | Viva Seifert Debbie Southwick Alitia Sands            | 8,500 8,800 8,400 | 8,900 8,300 8,500 | 8,750 8,800 8,650 | 8,950 8,700 8,800 | 104,050 |
| 20    | Niederlande            | Liane Gransch Vanessa Bernhart Marita Maarse          | 8,900 8,750 8,400 | 8,950 8,700 8,400 | 8,800 8,700 8,500 | 8,800 8,500       | 103,900 |
| 21    | Israel                 | Tali Kedoshim Yarona Mourouch Ravid Hamershmidt       | 8,600 8,300 8,600 | 8,550 8,300 8,450 | 9,000 8,650 7,700 | 8,700 8,800 8,600 | 102,250 |

### Gerätefinals
Geändert wurde die Punkteermittlung. Die Turnerinnen absolvierten einen Finaldurchgang, die Note des Vorkampfes im Einzelmehrkampf fand keine Berücksichtigung.
| Platz | Land        | Athletin               | Punkte |
| ----- | ----------- | ---------------------- | ------ |
| 1     | Sowjetunion | Oksana Skaldina        | 10,000 |
| 2     | Sowjetunion | Alexandra Timotschenko | 9,950  |
| 3     | Bulgarien   | Julia Baicheva         | 9,900  |
| 3     | Bulgarien   | Dimitrinka Todorova    | 9,900  |
| 5     | Rumänien    | Irina Deleanu          | 9,800  |
| 6     | Italien     | Samantha Ferrari       | 9,700  |
| 7     | Spanien     | Carolina Pascual       | 9,650  |
| 8     | Deutschland | Sandra Schöck          | 9,450  |

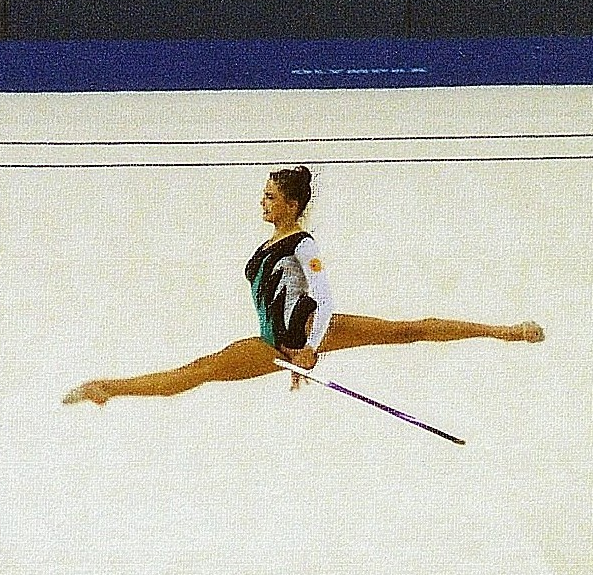
Carolina Pascual (ESP)

Da pro Nation nur zwei Starterinnen pro Finale erlaubt waren, mussten die Sowjetrussin Oksana Kostina und die Bulgarin Neli Atanassova auf den Start verzichten. Für sie rückten Carolina Pascual (ESP) und Sandra Schöck (GER) nach.
| Platz | Land        | Athletin               | Gesamt |
| ----- | ----------- | ---------------------- | ------ |
| 1     | Sowjetunion | Oksana Skaldina        | 9,950  |
| 2     | Bulgarien   | Julia Baicheva         | 9,900  |
| 3     | Sowjetunion | Alexandra Timotschenko | 9,900  |
| 4     | Bulgarien   | Neli Atanassova        | 9,800  |
| 4     | Rumänien    | Irina Deleanu          | 9,800  |
| 6     | Rumänien    | Ancuta Goia 9,700      |        |
| 7     | Polen       | Joanna Bodak           | 9,600  |
| 7     | Italien     | Samantha Ferrari       | 9,900  |

Da pro Nation nur zwei Starterinnen pro Finale erlaubt waren, mussten die Bulgarin Dimitrinka Todorova und die Sowjetrussin Oksana Kostina auf den Start verzichten. Für sie rückten Joanna Bodak (POL) und Ancuta Goia (ROM) nach.
| Platz | Land        | Athletin               | Gesamt |
| ----- | ----------- | ---------------------- | ------ |
| 1     | Sowjetunion | Oksana Skaldina        | 10,000 |
| 1     | Sowjetunion | Alexandra Timotschenko | 10,000 |
| 3     | Bulgarien   | Julia Baicheva         | 9,800  |
| 3     | Rumänien    | Irina Deleanu          | 9,800  |
| 5     | Polen       | Joanna Bodak           | 9,650  |
| 6     | Ungarn      | Zsuzsana Muszil        | 9,600  |
| 7     | Jugoslawien | Marija Vuk             | 9,500  |
| 8     | Bulgarien   | Dimitrinka Todorova    | 9,350  |

Da pro Nation nur zwei Starterinnen pro Finale erlaubt waren, musste die Bulgarin Neli Atanassova (9,600) auf den Start verzichten. Für sie rückte die Jugoslawin Marija Vuk (9,550) nach.
| Platz | Land        | Athletin            | Gesamt |
| ----- | ----------- | ------------------- | ------ |
| 1     | Sowjetunion | Oksana Skaldina     | 9,950  |
| 2     | Bulgarien   | Julia Baicheva      | 9,900  |
| 3     | Bulgarien   | Dimitrinka Todorova | 9,850  |
| 4     | Rumänien    | Irina Deleanu       | 9,800  |
| 4     | Sowjetunion | Oksana Kostina      | 9,800  |
| 6     | Polen       | Joanna Bodak        | 9,650  |
| 7     | Italien     | Samantha Ferrari    | 9,600  |
| 8     | Spanien     | Carolina Pasual     | 9,400  |

Da pro Nation nur zwei Starterinnen pro Finale erlaubt waren, musste die Sowjetrussin Alexandra Timotschenko (9,700) auf den Start verzichten. Für sie rückte die Spanierin Carolina Pascual (9,550) nach.

### Gruppe
Der Teamwettbewerb bestand diesmal aus drei Disziplinen. Zuerst wurde der Gruppenmehrkampf absolviert, bei denen pro Mannschaft zwei Gruppen antraten. Eine Gruppe turnte mit sechs Keulen, die andere mit drei Seilen und drei Bällen. Die Resultate ergaben zusammenaddiert das Ergebnis des Mehrkampfes. Zusätzlich wurden in den beiden Teildisziplinen eigene Finals geturnt, wobei die jeweils acht besten Mannschaften der Teildisziplin (in der Mehrkampftabelle kursiv hinterlegt) nochmals antraten. Die im Mehrkampf erzielte Note wurde dabei als Vornote hinzuaddiert.

#### Mehrkampf
| Platz | Land             | 3 Seile 3 Bälle | 6 Keulen | Gesamt |
| ----- | ---------------- | --------------- | -------- | ------ |
| 1     | Bulgarien        | 19,750          | 19,750   | 39,500 |
| 2     | Sowjetunion      | 19,800          | 19,400   | 39,200 |
| 3     | Spanien          | 19,600          | 19,550   | 39,150 |
| 4     | Italien          | 19,050          | 19,200   | 38,250 |
| 5     | Griechenland     | 19,100          | 19,050   | 38,150 |
| 6     | Ungarn           | 18,900          | 19,100   | 38,000 |
| 7     | Frankreich       | 18,800          | 19,050   | 37,850 |
| 8     | Tschechoslowakei | 18,850          | 18,600   | 37,450 |
| 9     | Finnland         | 18,500          | 18,700   | 37,200 |
| 10    | Norwegen         | 18,150          | 18,500   | 36,650 |
| 11    | Schweden         | 18,000          | 18,250   | 36,250 |

#### 6 Keulen
| Platz | Land         | Mehrkampf | Finalpunkte | Gesamt |
| ----- | ------------ | --------- | ----------- | ------ |
| 1     | Bulgarien    | 19,750    | 19,800      | 39,550 |
| 2     | Spanien      | 19,550    | 19,400      | 38,950 |
| 3     | Italien      | 19,200    | 19,300      | 38,500 |
| 3     | Sowjetunion  | 19,400    | 19,100      | 38,500 |
| 5     | Frankreich   | 19,050    | 19,000      | 38,050 |
| 6     | Ungarn       | 19,100    | 18,900      | 38,000 |
| 7     | Griechenland | 19,050    | 18,750      | 37,800 |
| 8     | Finnland     | 18,700    | 19,000      | 37,700 |

#### 3 Seile/3 Bälle
| Platz | Land             | Mehrkampf | Finalpunkte | Gesamt |
| ----- | ---------------- | --------- | ----------- | ------ |
| 1     | Sowjetunion      | 19,800    | 19,750      | 39,550 |
| 1     | Bulgarien        | 19,750    | 19,800      | 39,550 |
| 3     | Spanien          | 19,600    | 19,550      | 39,150 |
| 4     | Italien          | 19,050    | 19,200      | 38,250 |
| 5     | Ungarn           | 18,900    | 19,050      | 37,950 |
| 6     | Frankreich       | 18,800    | 18,950      | 37,750 |
| 7     | Griechenland     | 19,100    | 18,550      | 37,650 |
| 8     | Tschechoslowakei | 18,850    | 18,250      | 37,100 |

## Medaillenspiegel
| Medaillenspiegel |             |      |        |        |        |
| Platz            | Land        | Gold | Silber | Bronze | Gesamt |
| 1                | Sowjetunion | 8    | 3      | 2      | 13     |
| 2                | Bulgarien   | 4    | 3      | 4      | 11     |
| 3                | Spanien     | 0    | 1      | 3      | 4      |
| 4                | Italien     | 0    | 0      | 1      | 1      |
| 3                | Rumänien    | 0    | 0      | 1      | 1      |